# Ecliptopera lucrosa
Ecliptopera lucrosa là một loài bướm đêm trong họ Geometridae.